# Pecten novaezealandiae
Pecten novaezealandiae (Reeve, 1853), comunemente nota come cappasanta della Nuova Zelanda o australe è un mollusco bivalve appartenente alla famiglia Pectinidae.

## Distribuzione e habitat
È una specie endemica della Nuova Zelanda e delle isole circostanti come le Isole Chatham e l'Isola Stewart.
Si può trovare da 0 a 90 metri di profondità, di solito tra 10 e 25.

## Descrizione
Simile come aspetto al mediterraneo Pecten jacobaeus. Il colore della conchiglia è variabile, di solito è rosato chiaro ma può essere bruno rossastro scuro.

## Biologia
È ermafrodita. La riproduzione avviene nei mesi caldi. Le larve fanno vita planctonica per circa 3 settimane prima di insediarsi sul substrato. La maturità sessuale viene raggiunta a 18 mesi.

## Pesca
Questa specie è importante per la pesca commerciale neozelandese. Viene considerata una specialità e spunta prezzi elevati sui mercati.